# 斯圖爾特·湯桑德
斯圖爾特·湯桑德（Stuart Peter Townsend，1972年12月15日—）是愛爾蘭的一位演員和導演。他出演過的主要電影包括《吸血鬼女王》和《天降奇兵》。他的父親是一位高爾夫球手。